# Samuel Ewing
Samuel "Sam" Evans Ewing, ml. (Bryn Mawr, SAD, 27. srpnja 1906. – Delray Beach, SAD, 6. travnja 1981.) je bivši američki hokejaš na travi. 
Osvojio je brončano odličje na hokejaškom turniru na Olimpijskim igrama 1932. u Los Angelesu. Odigrao je jedan susret na mjestu braniča.
Na hokejaškom turniru na Olimpijskim igrama 1936. u Berlinu je odigrao dva susreta na mjestu braniča. SAD su izgubile sva tri susreta u skupini i nisu prošle u drugi krug. Te je godine igrao za Merion Cricket Club.

## Vanjske poveznice
- Profil na Sports-Reference.com  Arhivirana inačica izvorne stranice od 19. svibnja 2011. (Wayback Machine)